# Een meesterstunt in Mexico
Een meesterstunt in Mexico is het zeventiende deel van de Bob Evers-boekenreeks van de schrijver Willy van der Heide. Het is het tweede deel van een trilogie waartoe verder de delen Nummer negen seint New-York en Trammelant op Trinidad behoren.

## Verhaal
Hoofdpersonen van de serie zijn de Nederlandse jongens Arie Roos en Jan Prins en hun Amerikaanse vriend Bob Evers.
De jacht op de bende die illegale immigranten de Verenigde Staten probeert binnen te smokkelen, die begon in Nummer negen seint New-York, gaat in dit boek verder. Arie en Jan gaan op verzoek van de FBI (die hen al kende uit eerdere avonturen) in Miami, Florida, als pseudo-illegale immigrant naar het hotel waar de bendeleider Peraira verblijf houdt, met de vraag hen aan een vals paspoort te helpen. De bedoeling is op deze manier een beter inzicht te verkrijgen in de manier waarop de bende opereert.
Peraira krijgt echter argwaan, neemt Arie en Jan gevangen en vervoert hen in een hutkoffer per vrachtauto naar het noorden van Florida, waar een helikopter van de bende klaarstaat om hen naar Mexico te brengen. Bob achtervolgt de vrachtauto op verzoek van Masters, hun FBI-liaison, en krijgt de kans Arie en Jan te bevrijden. Dat gaat echter niet door, want zij prefereren het spel met de bende mee te spelen om op die manier te proberen hun doel te bereiken.
In Mexico landt de helikopter op een onherbergzaam rotsplateau, waar op een tafelberg een geheime bergplaats van de bende gevestigd blijkt te zijn. Daar heeft zich intussen ook een expeditie gelegerd die op verzoek van de Mexicaanse regering op zoek is naar mogelijke uraniumlagen in de bodem. Het gevolg hiervan is dat de voorraden van de bende niet meer goed bereikbaar zijn. De bende is intussen ook druk bezig nieuwe illegale immigranten aan te voeren. Er ontstaan felle gevechten waarin Arie en Jan een grote rol spelen. Uiteindelijk lukt het hun de Mexicaanse tak van de smokkelaarsbende op te rollen.

## Drukgeschiedenis
De eerste druk werd in 1955 gepubliceerd door de uitgeverij M. Stenvert & Zoon te Meppel in een hardcoveruitgave, met stofomslag en illustraties van Frans Mettes. Tot aan 1958 verschenen nog twee drukken.
In 1967 werd het formaat gewijzigd. Het boek werd voortaan gepubliceerd als pocketboek (17,5 × 11,5 cm). De tekst van deze uitgave was door de auteur bewerkt. De druknummering werd voortgezet en tot 1989 verschenen de volgende drukken:
- 1967 tot 1982: 4e t/m 17e druk, omslag van Moriën
- 1985 tot 1989: 18e t/m 19e druk, omslag van Bert Zeijlstra

In de pocketeditie zijn de illustraties uit de hardcoveruitgave niet overgenomen.